# União Soviética nos Jogos Olímpicos de Verão de 1976
A União Soviética competiu nos Jogos Olímpicos de Verão de 1976, realizados em Montreal, Canadá.